# Pierre Turgeon
Pierre Turgeon (* 28. srpna 1969 Rouyn-Noranda, Québec, Kanada) je bývalý kanadský profesionální hokejista, který naposledy hrál v NHL za klub Colorado Avalanche. Hrával na pozici centra a patřil k nejlepším hokejistům v NHL. Hrál také za týmy Buffalo Sabres, New York Islanders, Montreal Canadiens, St. Louis Blues a Dallas Stars. Pierre je mladším bratrem Sylvaina Turgeona, též hráče NHL.
Roku 1987 se účastnil juniorského mistrovství světa v Piešťanech, kde byl pouze jedním ze dvou kanadských hráčů, kteří se nezapojili do nechvalně proslulé hromadné rvačky se sovětským týmem. Byl draftován v roce 1987 týmem Buffalo Sabres jako první celkově. Do roku 1991 hrával za Buffalo, přičemž ve své třetí sezóně dokázal překonat stobodovou hranici kanadského bodování. V dalším působení pokračoval v dresu New York Islanders, kam byl vyměněn spolu s Benoitem Hoguetem, Uwe Kruppem a Davem McLlwainem.

## Klubové statistiky
| Sezona       | Klub               | Soutěž       | Základní část | Základní část | Základní část | Základní část | Základní část | Play off | Play off | Play off | Play off | Play off |
| Sezona       | Klub               | Soutěž       | Z             | G             | A             | B             | TM            | Z        | G        | A        | B        | TM       |
| ------------ | ------------------ | ------------ | ------------- | ------------- | ------------- | ------------- | ------------- | -------- | -------- | -------- | -------- | -------- |
| 1985–86      | Granby Bisons      | QMJHL        | 69            | 47            | 67            | 114           | 31            | —        | —        | —        | —        | —        |
| 1986–87      | Granby Bisons      | QMJHL        | 58            | 69            | 85            | 154           | 8             | 7        | 9        | 6        | 15       | 15       |
| 1987–88      | Buffalo Sabres     | NHL          | 76            | 14            | 28            | 42            | 34            | 6        | 4        | 3        | 7        | 4        |
| 1988–89      | Buffalo Sabres     | NHL          | 80            | 34            | 54            | 88            | 26            | 5        | 3        | 5        | 8        | 2        |
| 1989–90      | Buffalo Sabres     | NHL          | 80            | 40            | 66            | 106           | 29            | 6        | 2        | 4        | 6        | 2        |
| 1990–91      | Buffalo Sabres     | NHL          | 78            | 32            | 47            | 79            | 26            | 6        | 3        | 1        | 4        | 6        |
| 1991–92      | Buffalo Sabres     | NHL          | 8             | 2             | 6             | 8             | 4             | —        | —        | —        | —        | —        |
| 1991–92      | New York Islanders | NHL          | 69            | 38            | 49            | 87            | 16            | —        | —        | —        | —        | —        |
| 1992–93      | New York Islanders | NHL          | 83            | 58            | 74            | 132           | 26            | 11       | 6        | 7        | 13       | 0        |
| 1993–94      | New York Islanders | NHL          | 69            | 38            | 56            | 94            | 18            | 4        | 0        | 1        | 1        | 0        |
| 1994–95      | New York Islanders | NHL          | 34            | 13            | 14            | 27            | 10            | —        | —        | —        | —        | —        |
| 1994–95      | Montreal Canadiens | NHL          | 15            | 11            | 9             | 20            | 4             | —        | —        | —        | —        | —        |
| 1995–96      | Montreal Canadiens | NHL          | 80            | 38            | 58            | 96            | 44            | 6        | 2        | 4        | 6        | 2        |
| 1996–97      | Montreal Canadiens | NHL          | 9             | 1             | 10            | 11            | 2             | —        | —        | —        | —        | —        |
| 1996–97      | St. Louis Blues    | NHL          | 69            | 25            | 49            | 74            | 12            | 5        | 1        | 1        | 2        | 2        |
| 1997–98      | St. Louis Blues    | NHL          | 60            | 22            | 46            | 68            | 24            | 10       | 4        | 4        | 8        | 2        |
| 1998–99      | St. Louis Blues    | NHL          | 67            | 31            | 34            | 65            | 36            | 13       | 4        | 9        | 13       | 6        |
| 1999–00      | St. Louis Blues    | NHL          | 52            | 26            | 40            | 66            | 8             | 7        | 0        | 7        | 7        | 0        |
| 2000–01      | St. Louis Blues    | NHL          | 79            | 30            | 52            | 82            | 37            | 15       | 5        | 10       | 15       | 2        |
| 2001–02      | Dallas Stars       | NHL          | 66            | 15            | 32            | 47            | 16            | —        | —        | —        | —        | —        |
| 2002–03      | Dallas Stars       | NHL          | 65            | 12            | 30            | 42            | 18            | 5        | 0        | 1        | 1        | 0        |
| 2003–04      | Dallas Stars       | NHL          | 76            | 15            | 25            | 40            | 20            | 5        | 1        | 3        | 4        | 2        |
| 2005–06      | Colorado Avalanche | NHL          | 62            | 16            | 30            | 46            | 32            | 5        | 0        | 2        | 2        | 6        |
| 2006–07      | Colorado Avalanche | NHL          | 17            | 4             | 3             | 7             | 10            | —        | —        | —        | —        | —        |
| Celkem v NHL | Celkem v NHL       | Celkem v NHL | 1294          | 515           | 812           | 1327          | 452           | 109      | 35       | 62       | 97       | 36       |